# Gafanhoto-migratório
O Gafanhoto-migratório (Locusta migratoria) é um gafanhoto distribuído pela Europa meridional e África, notório por seus hábitos gregários e migratórios, sendo uma das principais pragas da agricultura do continente africano. Na Europa, sua presença se tornou mais rara. Tais insetos possuem uma coloração variante, mas os machos são geralmente acastanhados e as fêmeas verdes. Também são conhecidos pelo nome de gafanhoto-de-arribação. É a única espécie do género Locusta.

## Plasticidade Fenotípica
Estes gafanhotos possuem um comportamento dependente de densidade. Quando a densidade populacional é baixa, os gafanhotos se encontram em fase solitária, e quando a população aumenta muito, eles sofrem diversas alterações genéticas, fisiológicas e fenotípicas, e entram na fase gregária. É nessa segunda fase que eles os gafanhotos se atraem, formando as nuvens, onde viajam quilômetros, e devastam plantações ao redor do mundo. Por causa desta transformação, são o organismo-modelo para o estudo de plasticidade fenotípica.
A transição de fase pode ser mediada por DNA metil transferase (Dnmt3). Foi verificado altos níveis de expressão deste gene no cérebro de indivíduos na fase gregária. Também foi verificada que a expressão desse gene aumenta em um indivíduo solitário quando a população aumenta, e reduz em indivíduos gregários quando a população diminui.

## Impacto econômico
Os gafanhotos migratórios são uma antiga praga para a agricultura. Possuem períodos silenciosos, em que ficam restritos ao semiárido.
Essa espécie é uma praga já conhecida. Esses gafanhotos possuem períodos "silenciosos" em que ficam restritos à região do semiárido (onde chove menos de 200 mm por ano), uma região de 16 M km², que cruza 30 países. Durante praga, eles podem se espalhar até 29 M km², (60 países, ou 20% do planeta). Esse tipo de praga ocorre diversas vezes, sem padrão aparent, desde o Egito Antigo. As pragas conhecidas ocorreram em 1926-1934, 1940-1948, 1949-1963, 1967-1969 e 1986-1989.
A praga de 2020 pode estar ligada com o aquecimento global. Especialistas acreditam que o aquecimento dos oceanos tem gerado um número anormal de ciclones no oceano Índico, que gerou chuvas no deserto arábico em 2018 e 2019. Essas chuvas aumentaram a vegetação, que por sua vez, alimentaram os gafanhotos-do-deserto. A expansão populacional causou a transição para a fase gregária, e o espalhamento pelo leste africano.
1. ↑  «Locust handbook». www.nzdl.org. Consultado em 18 de julho de 2020
2. ↑  Hou, Li; Wang, Xuesong; Yang, Pengcheng; Li, Beibei; Lin, Zhe; Kang, Le; Wang, Xianhui (1 de junho de 2020). «DNA methyltransferase 3 participates in behavioral phase change in the migratory locust». Insect Biochemistry and Molecular Biology (em inglês). 121. 103374 páginas. ISSN 0965-1748. doi:10.1016/j.ibmb.2020.103374
3. ↑  «Desert Locust Information Service of FAO: Locust FAQs». www.fao.org. Consultado em 18 de julho de 2020
4. ↑  «A plague of locusts has descended on East Africa. Climate change may be to blame.». Science (em inglês). 14 de fevereiro de 2020. Consultado em 18 de julho de 2020